# 玉丰街道
东苑街道，是中华人民共和国辽宁省阜新市细河区下辖的一个乡镇级行政单位。

## 行政区划
东苑街道下辖以下地区：
开拓社区、春草社区、柳荫社区、牡丹社区、爱民社区、新竹社会社区和东风社区。